# Renato Dulbecco
Renato Dulbecco (22. februar 1914 – 20. februar 2012) var en italienskfødt amerikansk virologist og modtager af Nobelprisen i fysiologi eller medicin i 1975.